# Mijat Gaćinović
Mijat Gaćinović (Kirin Serbia: Мијат Гаћиновић, phát âm [mîjaːt ɡatɕǐːnoʋitɕ]; sinh ngày 8 tháng 2 năm 1995) là một cầu thủ bóng đá chuyên nghiệp người Serbia thi đấu ở vị trí tiền vệ cho câu lạc bộ AEK Athens tại Greek Super League và đội tuyển quốc gia Serbia.